# Radio (chanson de Rammstein)
Pour les articles homonymes, voir Radio.
Singles de Rammstein
Deutschland
(2019) Ausländer
(2019)
Pistes de Rammstein
Deutschland Zeig Dich
Radio est le deuxième single du groupe de metal industriel allemand Rammstein tiré de leur septième album, Rammstein. Il sort le 26 avril 2019.

## Thème
La chanson traite de la situation culturelle de la République démocratique allemande, où écouter secrètement les stations de radio occidentales et leur musique, qui étaient considérées comme illégales par le gouvernement est-allemand, était un moyen d'échapper aux restrictions politiques. La musique, en particulier l'utilisation de synthétiseurs dans cette chanson, rappelle Kraftwerk, qui est largement considéré comme un innovateur et un pionnier de la musique électronique.

## Liste des pistes
| No | Titre                      | Durée |
| -- | -------------------------- | ----- |
| 1. | Radio                      | 4:37  |
| 2. | Radio (remix de Twocolors) | 5:00  |

## Clip vidéo
Le clip réalisé par Jörn Heitmann est presque entièrement tourné en noir et blanc. Il a été mis en ligne le 26 avril 2019 à 11h00 (CET). Deux jours plus tôt, un trailer en noir et blanc de 26 secondes a été diffusé, contenant des références à Kraftwerk et Klaus Nomi. 
Sur certaines radios, la chanson a été diffusée dès le 25 avril 2019 à 21h00 (CET), tandis que la vidéo, sans le son, était diffusée sur le mur d'une maison à Berlin.
Le clip vidéo, tourné en noir et blanc, met en scène le groupe vêtu dans le style des années 1930, dans l'auditorium d'une maison de la radio. Il diffuse sa chanson via un poste de radio populaire. Cette diffusion a pour effet de faire intervenir des soldats qui prennent d'assaut la salle. Ils tentent d'arrêter les membres du groupe qui s'avèrent être des hologrammes.

## Accueil
Rolling Stone décrit Radio comme « une satire nostalgique, mais néanmoins subversive. »

## Classements
| Classement (2019)                      | Meilleure position |
| -------------------------------------- | ------------------ |
| Allemagne (GfK Entertainment)          | 4                  |
| Autriche (Ö3 Austria Top 40)           | 13                 |
| Belgique (Flandre Ultratop 50 Singles) | 17                 |
| Écosse (OCC)                           | 47                 |
| États-Unis (Hot Rock Songs)            | 27                 |
| Hongrie (Single Top 40)                | 4                  |
| Pologne (ZPAV)                         | 3                  |
| Tchéquie (IFPI Rádio)                  | 36                 |
| Royaume-Uni (UK Rock & Metal)          | 9                  |
| Slovaquie (IFPI Rádio)                 | 35                 |
| Suède (Sverigetopplistan)              | 100                |
| Suisse (Schweizer Hitparade)           | 17                 |